# Svatý rok 1423
Svatý rok 1423 se konal za papeže Martina V. Není známo, že byl Martin V. vydal nějakou zvláštní papežskou bulu o jeho konání, ale v bude Ineffabile providentia z 19. dubna 1470 je uvedeno, že Martin V. považoval rozhodnutí papeže Urbana VI. konat Svaté roky po 33 letech, tedy v návaznosti na Svatý rok 1390 za správné. 

## Průběh
Za papeže Martina V. existuje také přímý písemný doklad, že byla otevřena v obnovené Lateránské bazilice Svatá brána. V roce 1450 k tomu však dodává Giovanni Rucellai: mezi pěti branami je jedna, která je stále zazděna, s výjimkou jubilejního roku, kdy se odezdí na Vánoce, když začíná Svatý rok,  projeví se taková zbožnost vůči cihlám a maltě, že ihned jak je odezděna, lid si ji roznáší a zaalpští poutníci si ji brali domů jako svaté ostatky. Jedná se o nepřímý důkaz toho, že již v roce 1350 existoval nějaký obřad, který však ani tehdy nebyl již nový, a také, že Svatá brána v Lateránské bazilice byla už dříve. 
Zpráv o vlastním průběhu Svatého roku 1423 se příliš nedochovalo. Soudobý kronikář papežského dvora, florenťan Poggio Bracciolini, který byl již zpohanštělý poznamenal, že přítomnost tolika poutníků poskvrnila Řím špínou a kalem. Ovšem jiné kroniky té doby uvádějí, že také jako o předchozích Svatých rocích do Říma připutovali jako poutníci prostí a chudí lidé (italsky gente umile e povera). K slavným poutníků patřila sv. Františka Římská a také asi nejslavnější kazatel té doby sv. Bernardin ze Sieny.

## Čeští poutníci
Vzhledem k probíhajícím husitským válkám z Čech dorazilo do Říma jen minimum poutníků. Katolická města byla pod husitskými útoky a husité nepociťovali touhu po odpuštění Svatého roku. Navíc papež Martin V., v době kdy byl kardinálem, byl pověřen vzdoropapežem Janem XXIII., aby vedl proces s Janem Husem, který byl tehdy předvolán do Říma. Když se Martin V. stal papežem, vydal 22. února 1418 bulu jíž potvrdil všechny výnosy kostnického koncilu, mezi nimiž se nacházely odsouzení některých článků Jana Viklefa, mistra Jana Husa i Jeronýma Pražského. Bula Martina V. navíc obsahovala i podrobný návod, jak vyslýchat osoby podezřelé z bludu. Dále se Martin V. 20. března 1418 posledním varováním obrátil i na české a moravské pány, kteří sice teologickým věcem příliš nerozuměli, ale domnívali se, že Husovým odsouzením byl odsouzen i celý český národ. Poté vydal Martin V. 1. března 1420 bulu, ve které vyhlásil křížové tažení proti husitům a šíření husitského učení v cizině. Tyto faktory způsobily, že kroniky o českých poutnících, byli-li nějací, vůbec nehovoří.

## Hodnocení
Malá „ozvěna“ v tehdejší kronikách o Svatém roku 1423 není však důkazem, že by do Říma nepřiputovaly četné zástupy poutníků.

#### Studie a články
- Anni Santi (Gli). Torino: [s.n.], 1934. (italsky)
- BARGELLINI, Piero. L'Anno Santo nella storia, nella letteratura e nell’ arte. Florencie: [s.n.], [1974]. 318 s. (italsky)
- CASTELLI, Giulio. Gli Anni Santi. Il grande perdono. Rocca S. Casciano: [s.n.], 1949. (italsky)
- CECCHETTI, I. The Sublime City. Washington – Řím: Frediani G, 1950. (anglicky)
- CECCHETTI, I. Roma nobilis. L’idea, la missione, le memoria. Il destino di Roma. Řím: Cechetti I., 1950. (italsky)
- Storia e typografia dell’ Anno Santo. Vatikán: Comitato centrale per l’Anno Santo, 1974. (italsky)
- DE BLASI, Jolanda. Giubileo. Racconto di sei secoli e mezzo (1300–1950). Florencie: Del Turco Ed., 1950. 624 s. (italsky)
- DI MEGLIO, S. Breve storia dell’Anno Santo. Siena: [s.n.], 1973. (italsky)
- DUMEIGE, G. L’accueil de Rome aux pelegrins du Jubilé de 1575 (přednáška v Centre d’Études saint Louis de France, 10. prosince 1974). [s.l.]: [s.n.] (francouzsky)
- DVPRÉ THESEIDER, E. Roma dal Comune del popolo alla Signoria pontificia (1252–1377). [s.l.]: [s.n.], 1952. (italsky)
- FRUGONI, A. La devozione dei Bianchi del 1399. In:  L’attesa dell’età nuova nella spiritualità della fine del medio evo. [s.l.]: Todi, 1962. S. 232–248. (italsky)
- GALUZZI, A. Gli Anni Santi nell’età moderna, v: Schede di storia della Chiesa nell’età moderna. Řím: [s.n.], 1994–19952. S. 265–324. (italsky)
- GORDINI, G. D. Storie dei pellegrini, di briganti e di anni santi, (Chiesa sotto inchiesta, 3). Torino: [s.n.], [1974]. (italsky)
- MARONI LOMBROSO, M; MARTINI, A. Le confraternite romane nelle loro Chiese. Řím: [s.n.], 1963. (italsky)
- MARTIRE, E. Santi e Birboni. Luci ed ombre nella storia dei giubilei. Milano: [s.n.], 1950. (italsky)
- MELIS, F. Movimenti di popoli e motivi economici nel giubileo del 1400; v: Miscellanea Gilles Gerard Meerseman, I,. Padova: [s.n.], 1970. S. 343–367. (italsky)
- Mostra documentaria degli Anni Santi (1300–1975). Vatikán: [s.n.], 1975. (italsky)
- PASTOR, L., von. Storia dei papi dalla fine del medio evo ..., 20 sv.. 1950–1963 (fototypické vyd. 1971). vyd. Řím: [s.n.] (italsky)
- POLC, Jaroslav Václav. De origine festi Visitazione. Řím: (Coronas Lateranensis, 9A), 1967. (italsky)
- POLC, Jaroslav Václav. La festa della Visitazione e il Giubileo del 1390. Rivista di storia della Chiesa in Italia 29. 1975, s. 149–172. (italsky)
- SCHMIDT, H. Bullarium Anni Sancti. Řím: [s.n.], 1949. (latinsky)
- SECRET, F. Le „Tractatus de anno Jubilaei de Lazaro da Viterbo. Grégoire XIII e la Kabbale chrétiénne, Rinascimento“, serie II., 6. 1966, s. 305–333. (italsky)
- Storia e topografia dell’Anno Santo. Vatikán: Comitato centrale per l’Anno Santo, 1974. (italsky)

#### Periodika
- Acta Sanctae Sedis (–1904). Acta Apostolicae Sedis. (–1904). (latinsky)
- Anno Santo, Řím. 1973–1975. (italsky)
- Civiltà Cattolica (La), Řím (italsky)
- Jubilaeum. Ephemerides Anni Sancti, Città del Vaticano. [1974/1975].
- Nový život, Řím
- L'Osservatore Romano, Città del Vaticano (italsky)